# Pteroceras leopardinum
Pteroceras leopardinum är en orkidéart som först beskrevs av C.S.P.Parish och Heinrich Gustav Reichenbach, och fick sitt nu gällande namn av Gunnar Seidenfaden och Tem Smitinand. Pteroceras leopardinum ingår i släktet Pteroceras och familjen orkidéer. Inga underarter finns listade i Catalogue of Life.